# Kabarett Dietrich & Raab

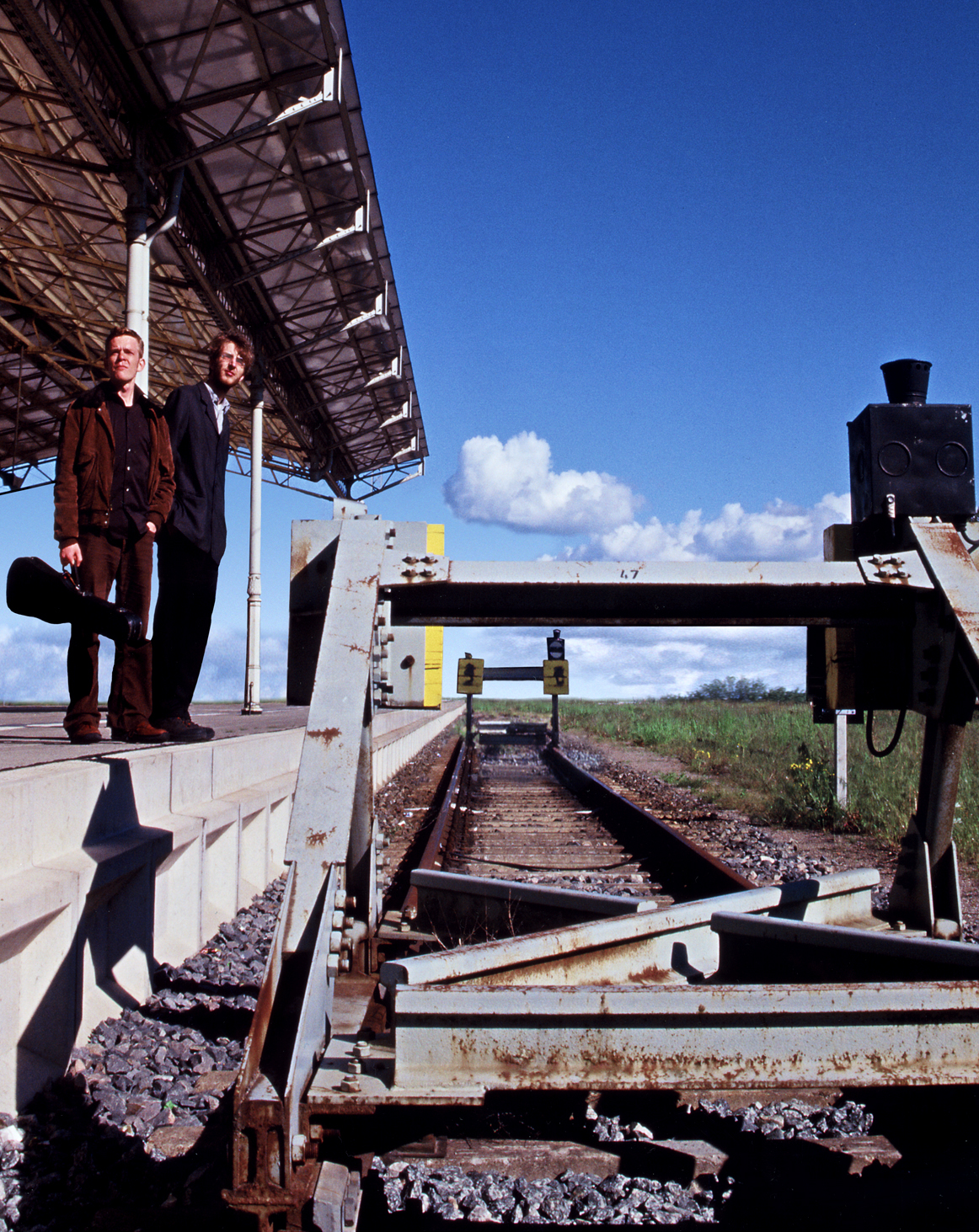
Erik Raab (links) und Christopher Dietrich

Das Kabarett Dietrich & Raab ist ein politisch-satirisches Duo aus Rostock. Mitglieder sind Christopher Dietrich (* 1979) und Erik Raab (* 1980). 
Die Programme bestehen aus Wort- und Musikelementen. Inhaltlich befassen sich die Kabarettisten mit politischen Themen, verzichten in der Regel jedoch auf die Auseinandersetzung mit einzelnen Politikern oder anderen typischen Satire-Bezugspersonen. Charakteristisch für die Gruppe sind das hohe Tempo, die zahlreichen historischen Anspielungen sowie eine zunehmende Ironisierung und Reflexion des Kabarett-Genres selbst. Zahlreiche Rezensionen verweisen zudem auf den „schwarzen Humor“ der Texte.
Dietrich und Raab sind Mitbegründer des Kabarettpreises Der Rostocker Koggenzieher.

## Geschichte
Erik Raab und Christopher Dietrich waren Mitbegründer des Jugendkabaretts Rostocker Heiden im Jahr 1994 und spielten hier bis zur Auflösung der Gruppe im Juni 1998. Von 1997 bis 2001 leitete Dietrich außerdem das Jugendkabarett Spottzeug. 
In den Jahren 2000 bis 2002 spielten beide im Rostocker Studentenkabarett ROhrSTOCK und hatten hier ca. 150 Auftritte. Dabei wurden auch mehrere Gastspielreisen ins Ausland durchgeführt: Frankreich (Paris, Valenciennes, Lille, Rouen, Vieux-Condé), Großbritannien (Kingston upon Hull), USA (Ann Arbor (MI), St. Louis (MO), Knoxville (TN), Columbia (SC), Charlotte (NC), Boone (NC), Durham (NC), Oxford (OH)).
Im Juli 2002 verließen sie ROhrSTOCK und gründeten das Kabarett Dietrich & Raab. Bislang (Stand März 2018) gaben sie in dieser Konstellation ca. 900 Auftritte in Deutschland und Österreich.

## Programme
- „Das Imperium schlägt was vor“  (Premiere: November 2016 in der Bühne 602, Rostock)
- „MV - Unendliche Weiten“, Soloprogramm C. Dietrich zum satirischen Reiseführer über Mecklenburg-Vorpommern (Premiere: April 2014 in der Bühne 602, Rostock)
- „Wer war Matthias K.?“  (Premiere: 29. Januar 2009 in der Bühne 602, Rostock)
- „Stillstand im Wandel der Zeit“  (Premiere: 6./7. Juli 2004 im Volkstheater Rostock)
- „Einzelgänger suchen Gleichgesinnte“  (Premiere: 30./31. Januar 2003 im Volkstheater Rostock)

## Auszeichnungen
- 2002: Goldener Kleinkunstnagel Wien
- 2003: Cabinet-Preis, Kategorie Kabarett
- 2004: Reinheimer Satirelöwe; Publikumspreis Stuttgarter Besen
- 2005: Rottweiler Kabarettpreis (Jury); Rottweiler Kabarettpreis (Publikum); Förderpreis Melsunger Kabarett-Tage
- 2007: Dortmunder Kabarett- und Comedy-Pokcal